# Gökçen Yüksel
Gökçen Yüksel (ur. 11 lipca 2004) – turecki siatkarz, grający na pozycji przyjmującego.  

## Sukcesy klubowe
Superpuchar Turcji:
- 2024[3]

## Efeler Ligi (2024/2025)
W sezonie tureckiej Efeler Ligi (2024/2025) w rankingu punktujących i atakujących zajął 10. miejsce.

### Statystyki

#### Rozegrane mecze wEfeler Ligi (2024/2025)
| Tabela przedstawia rozegrane mecze w drużynie Arkas Spor Izmir | Tabela przedstawia rozegrane mecze w drużynie Arkas Spor Izmir | Tabela przedstawia rozegrane mecze w drużynie Arkas Spor Izmir | Tabela przedstawia rozegrane mecze w drużynie Arkas Spor Izmir | Tabela przedstawia rozegrane mecze w drużynie Arkas Spor Izmir | Tabela przedstawia rozegrane mecze w drużynie Arkas Spor Izmir | Tabela przedstawia rozegrane mecze w drużynie Arkas Spor Izmir | Tabela przedstawia rozegrane mecze w drużynie Arkas Spor Izmir | Tabela przedstawia rozegrane mecze w drużynie Arkas Spor Izmir |
| Numer meczu                                                    | Przeciwnik                                                     | Wynik                                                          | Punkty                                                         | Asy serwisowe                                                  | Skuteczne ataki                                                | Punktowe bloki                                                 |                                                                |                                                                |
| -------------------------------------------------------------- | -------------------------------------------------------------- | -------------------------------------------------------------- | -------------------------------------------------------------- | -------------------------------------------------------------- | -------------------------------------------------------------- | -------------------------------------------------------------- | -------------------------------------------------------------- | -------------------------------------------------------------- |
| Faza zasadnicza                                                |                                                                |                                                                |                                                                |                                                                |                                                                |                                                                |                                                                |                                                                |
| 1.                                                             | Altekma SK                                                     | 2:3                                                            | 15                                                             | 0                                                              | 12                                                             | 3                                                              |                                                                |                                                                |
| 2.                                                             | Bursa Büyükşehir Belediyesi                                    | 1:3                                                            | 17                                                             | 1                                                              | 16                                                             | 0                                                              |                                                                |                                                                |
| 3.                                                             | Rams Global Cizre Belediyespor                                 | 2:3                                                            | 17                                                             | 0                                                              | 13                                                             | 4                                                              |                                                                |                                                                |
| 5.                                                             | Ziraat Bankkart Ankara                                         | 3:0                                                            | 10                                                             | 0                                                              | 9                                                              | 1                                                              |                                                                |                                                                |
| 6.                                                             | Spor Toto                                                      | 3:0                                                            | 8                                                              | 1                                                              | 7                                                              | 0                                                              |                                                                |                                                                |
| 7.                                                             | Galatasaray HDI Sigorta Stambuł                                | 3:1                                                            | 16                                                             | 0                                                              | 14                                                             | 2                                                              |                                                                |                                                                |
| 8.                                                             | On Hotels Alanya Belediyespor                                  | 3:1                                                            | 10                                                             | 0                                                              | 10                                                             | 0                                                              |                                                                |                                                                |
| 9.                                                             | Türşad SK                                                      | 1:3                                                            | 17                                                             | 0                                                              | 16                                                             | 1                                                              |                                                                |                                                                |
| 10.                                                            | Kuşgöz İzmir Vinç Akkuş Belediyespor                           | 3:0                                                            | 15                                                             | 0                                                              | 12                                                             | 3                                                              |                                                                |                                                                |
| 11.                                                            | İstanbul Gençlik Spor                                          | 3:1                                                            | 24                                                             | 1                                                              | 19                                                             | 4                                                              |                                                                |                                                                |
| 12.                                                            | Halkbank Ankara                                                | 3:0                                                            | 8                                                              | 1                                                              | 7                                                              | 0                                                              |                                                                |                                                                |
| 13.                                                            | Fenerbahçe Medicana Stambuł                                    | 2:3                                                            | 23                                                             | 1                                                              | 19                                                             | 3                                                              |                                                                |                                                                |
| 14.                                                            | Altekma SK                                                     | 3:0                                                            | 18                                                             | 0                                                              | 17                                                             | 1                                                              |                                                                |                                                                |
| 15.                                                            | Bursa Büyükşehir Belediyesi                                    | 1:3                                                            | 17                                                             | 0                                                              | 15                                                             | 2                                                              |                                                                |                                                                |
| 16.                                                            | Rams Global Cizre Belediyespor                                 | 3:0                                                            | 14                                                             | 0                                                              | 13                                                             | 1                                                              |                                                                |                                                                |
| 18.                                                            | Ziraat Bankkart Ankara                                         | 1:3                                                            | 14                                                             | 1                                                              | 11                                                             | 2                                                              |                                                                |                                                                |
| 19.                                                            | Spor Toto                                                      | 0:3                                                            | 6                                                              | 1                                                              | 4                                                              | 1                                                              |                                                                |                                                                |
| 20.                                                            | Galatasaray HDI Sigorta Stambuł                                | 3:1                                                            | 19                                                             | 2                                                              | 14                                                             | 3                                                              |                                                                |                                                                |
| 21.                                                            | On Hotels Alanya Belediyespor                                  | 3:2                                                            | 17                                                             | 1                                                              | 14                                                             | 2                                                              |                                                                |                                                                |
| 22.                                                            | Türşad SK                                                      | 3:0                                                            | 16                                                             | 3                                                              | 9                                                              | 4                                                              |                                                                |                                                                |
| 23.                                                            | Kuşgöz İzmir Vinç Akkuş Belediyespor                           | 3:0                                                            | 13                                                             | 1                                                              | 11                                                             | 1                                                              |                                                                |                                                                |
| 24.                                                            | İstanbul Gençlik Spor                                          | 3:0                                                            | 20                                                             | 4                                                              | 15                                                             | 1                                                              |                                                                |                                                                |
| 25.                                                            | Halkbank Ankara                                                | 3:1                                                            | 19                                                             | 0                                                              | 17                                                             | 2                                                              |                                                                |                                                                |
| 26.                                                            | Fenerbahçe Medicana Stambuł                                    | 3:2                                                            | 15                                                             | 0                                                              | 15                                                             | 0                                                              |                                                                |                                                                |
| Mecze półfinałowe                                              |                                                                |                                                                |                                                                |                                                                |                                                                |                                                                |                                                                |                                                                |
| 1.                                                             | Ziraat Bankkart Ankara                                         | 1:3                                                            | 13                                                             | 1                                                              | 10                                                             | 2                                                              |                                                                |                                                                |
| 2.                                                             | Ziraat Bankkart Ankara                                         | 1:3                                                            | 4                                                              | 0                                                              | 4                                                              | 0                                                              |                                                                |                                                                |
| Mecze o 3. miejsce                                             |                                                                |                                                                |                                                                |                                                                |                                                                |                                                                |                                                                |                                                                |
| 1.                                                             | Fenerbahçe Medicana Stambuł                                    | 1:3                                                            | 6                                                              | 0                                                              | 5                                                              | 1                                                              |                                                                |                                                                |
| 2.                                                             | Fenerbahçe Medicana Stambuł                                    | 3:1                                                            | 9                                                              | 2                                                              | 6                                                              | 1                                                              |                                                                |                                                                |
| 3.                                                             | Fenerbahçe Medicana Stambuł                                    | 1:3                                                            | 17                                                             | 1                                                              | 14                                                             | 2                                                              |                                                                |                                                                |